# Tower Green

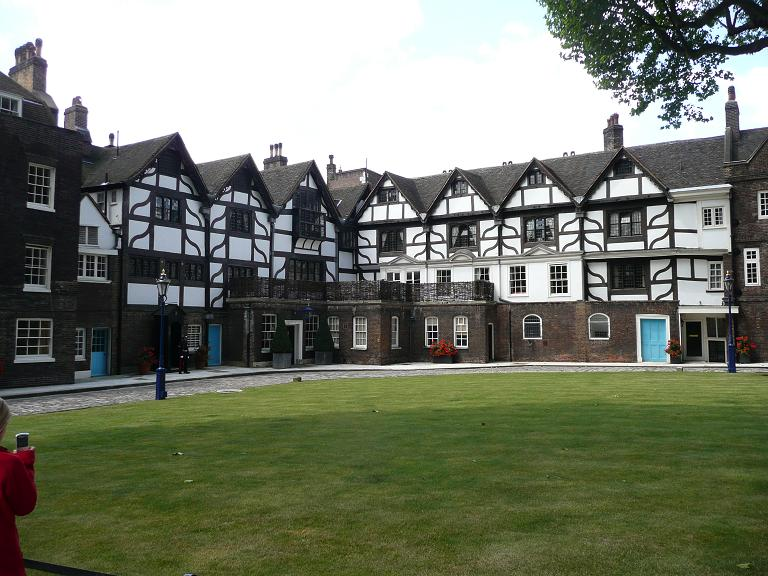
Rasenfläche vor dem Queen’s House

Tower Green, ehemals East Smithfield Green ist ein Platz im inneren Ring der Festungsanlage des Tower of London. Der Platz liegt auf der Westseite des Tower zwischen Queen’s House, Beauchamp Tower und St. Peter ad Vincula. Er entstand durch den Bau der inneren Maueranlagen unter König Heinrich III. im 13. Jahrhundert. 
Die längste Zeit seiner Existenz diente das Tower Green als Garten und Freifläche für Bewohner und Besucher des Towers. Zwischen 1483 und 1743 wurde es auch als Hinrichtungsstätte genutzt. Gefangene des Towers wurden normalerweise außerhalb des Towers auf Tower Hill enthauptet, einige vor allem hochrangige Persönlichkeiten wurden aber auf dem Tower Green hingerichtet.
Seit 1890 ist der Platz mit Rasen bewachsen, ein Pflasterstreifen trennt den Rasen in Ost-West-Richtung. Neben dem Streifen steht ein Denkmal für sieben dort Hingerichtete. Der Platz ist um etwa einen Meter nach Süden geneigt.

## Geschichte

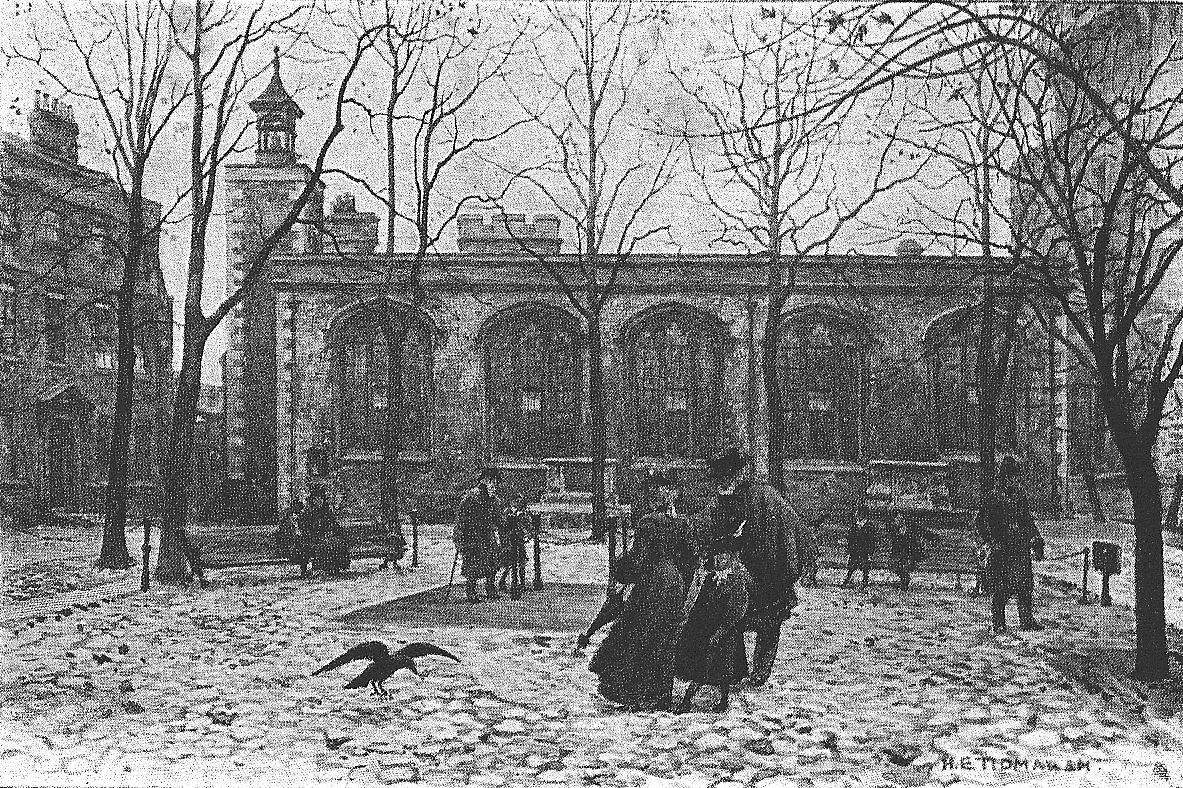
Nördlicher Teil des Tower Greens im späten 19. Jahrhundert

Bei der Erweiterung der Festung gelangte das Gelände des heutigen Tower Greens in die Mauern des Towers. Der Südteil war etwa seit der Zeit Richard I. Teil des Towers, der Nordteil und die Kirche St. Peter ad Vincula seit der Regierungszeit Heinrich III.
Der Norden des heutigen Tower Greens wurde bis in das 19. Jahrhundert hinein als Friedhof von St. Peter ad Vincula genutzt.
Archäologische Ausgrabungen im Sommer 2007 fanden unter dem Tower Green Reste eines mittelalterlichen Tonnengewölbes, das als Keller genutzt wurde. Die Mauern bestanden aus einer Vielzahl verschiedener Steine (Sandstein, Kalkstein, Kreide, Backstein). Der Keller selbst wurde im 17. Jahrhundert verfüllt.

### Old Main Guard
Im 16. Jahrhundert vor 1562 ließ der Konstabler des Tower die Old Main Guard – ein Haus für die Wachen im Tower – östlich des Beauchamp Towers aus Backstein errichten. Das Haus entstand unter anderem auf den Mauern des damals noch nicht verfüllten Kellers unter dem Platz. Historische Karten vom Ende des 16. Jahrhunderts zeigen ein T-förmiges Gebäude, das ursprünglich ein Stockwerk hatte. Ein Druck von Wenzel Hollar von 1667 zeigt das Gebäude als deutlich größeres L-förmiges Bauwerk, das über zwei Stockwerke fast ein Drittel des heutigen Tower Greens einnimmt. Das Wissen über die genaue Lage der Old Main Guard ist im Laufe der Jahrhunderte verloren gegangen. Vermutlich reichte sie im Süden und Norden über den heutigen Pflasterstreifen hinaus, allerdings haben bisher nur dort Ausgrabungen stattgefunden. Die Old Main Guard wurde 1680 abgerissen und durch die New Main Guard weiter im Norden des Towers ersetzt.

### Als Hinrichtungsort

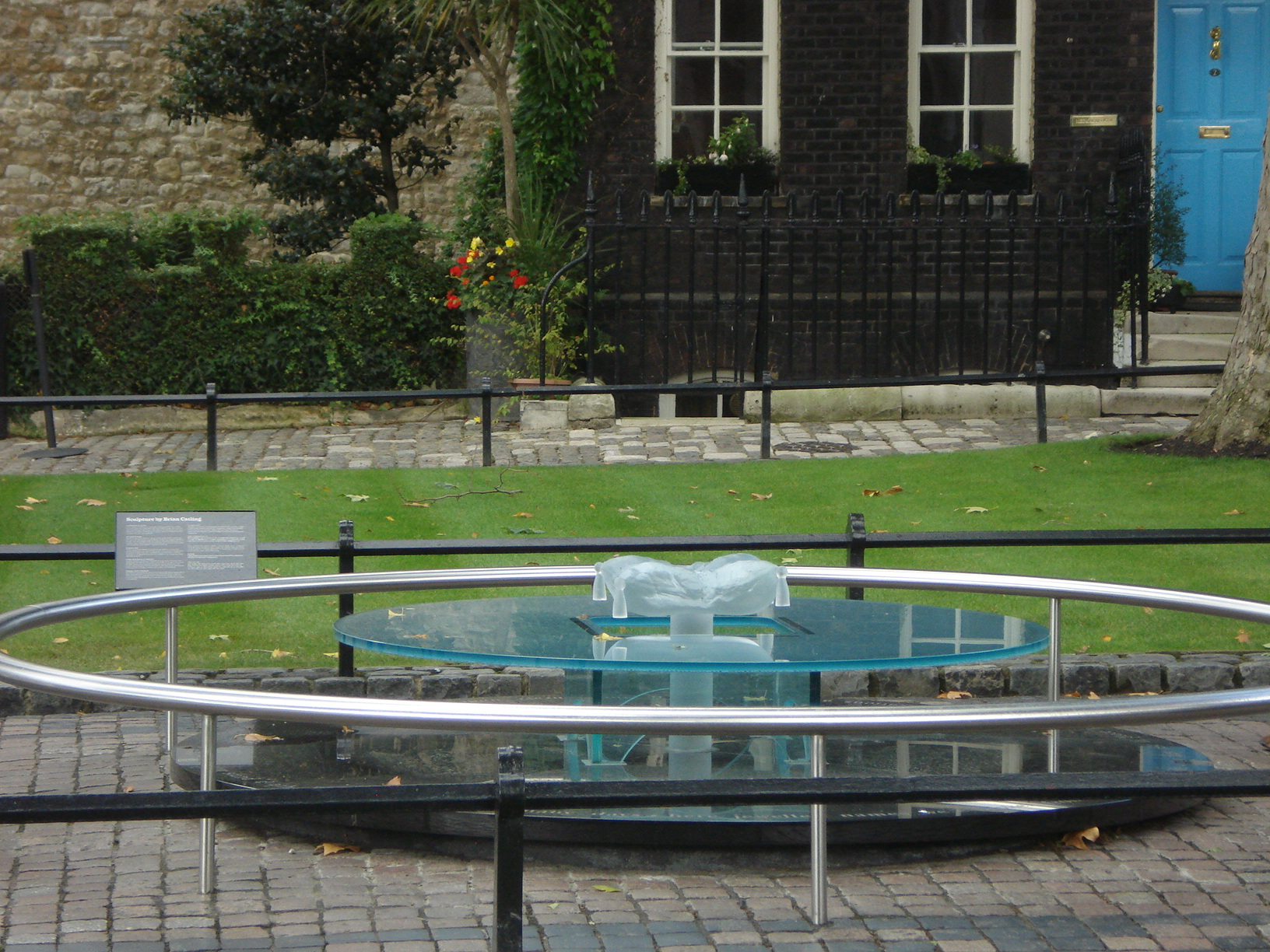
Denkmal für die Hingerichteten im Tower

Das erste Opfer, William Hastings, wurde nach einer Auseinandersetzung mit Richard III. im White Tower zum Tower Green gebracht. Richard, damals noch nicht König, beschuldigte Hastings, ein Mordkomplott gegen ihn ausgeheckt zu haben, und ließ ihn überraschend und gegen die damaligen Gesetze hinrichten. Richard III. setzte damit einen Präzedenzfall für weitere Hinrichtungen. Fünf der weiteren Opfer waren Frauen, die in der Privatheit des Towers hingerichtet wurden, während männliche Gefangene weiterhin öffentlich auf Tower Hill hingerichtet wurden. Anders als in späteren Darstellungen oft angenommen, waren diese Hinrichtungen Veranstaltungen in kleinem Kreis vor ausgewählten Gästen. Die öffentlichen Schauhinrichtungen hingegen fanden auf dem Tower Hill statt.
Der Platz ließ sich aber auch gut von den anliegenden Zellen in anderen Tower-Gebäuden einsehen, in denen Heinrich VIII. die angeblichen Liebhaber seiner Frauen einsperren ließ, die von dort aus den Hinrichtungen folgen konnten. Auf dem Tower Green starben die einzigen Frauen der englischen Geschichte, die wegen Hochverrats geköpft wurden.
Zur größten Hinrichtung kam es 1743. Insgesamt 107 Soldaten aus dem schottischen 42nd Regiment of Foot (Black Watch) waren wegen Meuterei angeklagt und wurden von einem Kriegsgericht zum Tode verurteilt. Von diesen wurden 104 begnadigt und ins Mittelmeergebiet oder nach Amerika geschickt. Drei, Samuel Macpherson, Malcolm Macpherson und Farquhar Shaw, wurden vor den Augen ihrer Kameraden am 19. Juli vor St. Peter ad Vincula erschossen. Die Schützen stammten aus dem gerade diensthabenden Wachregiment, das zufällig aus den Scots Guards bestand.
Die Hinrichtungen fanden mit Hilfe mobiler Gerätschaften statt, es gab somit keinen festen Hinrichtungsort. Vermutlich wurden sie alle südlich von St. Peter ad Vincula auf dem Friedhofsgelände durchgeführt. Die Lokalisation des Denkmals ist eine Erfindung des 19. Jahrhunderts.

### Liste der Hingerichteten
1. William Hastings, 1. Baron Hastings, auf Befehl Herzog Richards von Gloucester, am 13. Juni 1483.[11]
2. Königin Anne Boleyn, zweite Frau von Heinrich VIII., 19. Mai, 1536.[11]
3. Margaret, Countess of Salisbury, letzte aus der Dynastie der Plantagenets am 27. Mai 1541[11]
4. Königin Catherine Howard, fünfte Frau von Heinrich VIII., am 13. Februar 1542 zusammen mit Jane Boleyn.[11]
5. Jane Boleyn, Viscountess Rochford, auf Befehl von Heinrich VIII. am 13. Februar 1542 zusammen mit Catherine Howard.[11]
6. Jane Grey, am 12. Februar 1554 auf Befehl Marias I.[11]
7. Robert Devereux, 2. Earl of Essex, am 25. Februar 1601 auf Befehl Elisabeths I.[11]
8. Samuel Macpherson, Malcolm Macpherson und Farquhar Shaw, Soldaten des schottischen 43rd Regiment of Foot, 19. Juli 1743[12]

### Garten und Freifläche
Die längste Zeit nach dem Abriss der Old Main Guard diente der Platz als Garten für die Einwohner des Towers. Dabei gab es durch Mauern getrennte obere und untere Gärten.
Später diente der Platz als Freifläche für Bewohner des Towers und gelegentliche Gefangene in der Festung. In den folgenden Jahrhunderten war er vermutlich mit Pflasterstein bedeckt.

### Denkmal für die Hingerichteten
Ein Denkmal für die Hingerichteten auf dem Tower Green entstand auf Anweisung Königin Victorias im Jahr 1866. Als sie bei einem Besuch 1860 wissen wollte, wo Anne Boleyn hingerichtet worden sei, zeigten ihr die Yeoman Warders beim nächsten Besuch 1861 eine abgeseilte und gekennzeichnete Stelle. Victoria ordnete an, dass der Platz abgesperrt und mit einem Granitblock mit einer Gedenktafel versehen werde. Für die Arbeiten standen 6 £ zur Verfügung, und sie waren 1866 beendet.
Dieses Denkmal wurde mehrfach erneuert und ersetzt. Die letzte Version entstand nach 2006. Ebenfalls Ende des 19. Jahrhunderts wurde die Rasenfläche gepflanzt und der Platz erhielt seinen Namen Tower Green.

## Heutiger Gebrauch
Heute erinnert ein Monument an die Hinrichtungen auf dem Tower Green. Ebenso gibt es in der Nähe die Nachbildung eines Schafotts, an dem Touristen sich fotografieren lassen können. Der Legende nach soll an der genauen Stelle des Hinrichtungsorts kein Gras mehr wachsen. Dort kein Gras mehr anzupflanzen, geht auf eine Anweisung Königin Victorias zurück.
Auf der noch vorhandenen Rasenfläche findet die Zeremonie statt, mit der alle fünf Jahre ein neuer Konstabler des Tower in sein Amt eingeführt wird. Dabei übergibt der Lord Great Chamberlain in Vertretung des Monarchen einen Schlüsselbund an den neuen Konstabler. Anwesend sind neben den beiden die Yeoman Warders, eine Kapelle und Ehrengarde aus dem Regiment des neuen Konstablers.